# BBC 사우스웨스트
BBC 사우스웨스트(BBC South West)는 콘월주, 데번주, 실리 제도, 서머싯주(남부와 서부), 채널 제도를 대상으로 한 BBC 잉글랜드 지방 방송이다.

## 방송

### 텔레비전
BBC 사우스웨스트 텔레비전 방송은 BBC One 사우스웨스트라는 이름으로 방송되며, 간판 뉴스 프로그램인 <스포트라이트>와 자체방송인 <BBC 채널 아일랜즈>, 화제 매거진 프로그램 <인사이드 아웃>과 <선데이 폴리틱스> 시간에 내보내는 20분짜리 자체방송으로 구성된다. 늦은밤 축구 매거진 쇼프로인 <레이트 킥오프>는 BBC 사우스, BBC 웨스트, 그리고 독립제작사 퍼갈 미디어와 공동으로 제작한다.

### 라디오
BBC 사우스웨스트는 BBC 라디오 데번, BBC 라디오 콘월, BBC 라디오 저지, BBC 라디오 건지를 총괄하고 있다.
주말이 되면 이 네 지역국이서 아침 5시부터 오후 7시까지 로컬 프로그램을 내보내고, 7시부터 새벽 1시에 정파될 때까지는 네트워크 통합방송을 내보낸다. 주말 저녁 프로그램들은 BBC 웨스트 소속 지역국과 동시 방송도 한다.

### 온라인과 상호 방송
BBC 사우스웨스트는 BBC 레드 버튼에 지방 뉴스와 지역 라디오 페이지, 그리고 각 주별로 'BBC 로컬 뉴스' 웹사이트도 제공하고 있다.

## 역사

### 텔레비전
BBC 사우스웨스트는 1961년 4월 20일 지역 텔레비전 방송을 개시했다. 경쟁사인 ITV 지역국 웨스트워드 텔레비전이 개국하기 9일 전의 일이었다. 첫날은 주말 뉴스 단신을 내보냈고 톰 샐먼 아나운서가 진행을 맡았다. 그로부터 1년 후에는 뉴스 단신이 확대됐고, 다시 뉴스 매거진 프로그램인 <사우스웨스트 앳 식스> (셰일라 트레이시 진행)으로 새로 개편되어 진행하다가, 1963년 9월 30일에 다시 한번 이름을 <스포트라이트>로 바꾼 후 지금까지 이어지고 있다.
채널 제도를 대상으로 한 자체방송은 1990년대에 들어서 시작됐는데, 매일밤 <BBC 9시 뉴스>가 끝난 후 짤막한 단신을 내보내는 것에서부터 출발했다. 이 단신은 프레몬트 포인트 송신소에 마련된 작은 스튜디오에서 진행해 내보냈다. 2000년 10월 16일에는 이 뉴스 방송이 확대됐고, 지금은 <스포트라이트>에서 6시 반부터 시작하는 주요 편성 시간 중 절반을 'BBC 채널 아일랜즈'란 이름을 달고 진행하고 있다. 현재 이 뉴스 방송은 세인트헬리어에 있는 BBC 라디오 저지 스튜디오에서 진행하고 있다.
웨스트컨트리와 HTV 웨스트가 합병하여 2009년 2월 ITV 웨스트 웨스트컨트리 (이후 2014년 1월 1일부터는 ITV 웨스트컨트리)가 되면서, <스포트라이트>는 현재 사우스웨스트 전 지역을 전담하고 제작되는 유일한 지역 텔레비전 뉴스 프로그램이 되었다. ITV의 프로그램 (<ITV 뉴스 웨스트 컨트리>)은 브리스톨로 자리를 옮겨 그곳에서 사우스웨스트 전용 뉴스 단신과 자체방송을 진행하고 있다. 다만 채널 제도의 경우에는 아직도 ITV 채널 텔레비전이 저지 섬 세인트헬리어 부근에 스튜디오를 두고 이곳에서 채널 지역을 대상으로 한 자체 담당 지역 뉴스 방송을 지속적으로 제작해 내보내고 있다.

## 스튜디오
지역 본부와 텔레비전 센터는 플리머스 매너미드 구역에 위치한 브로드캐스팅에 자리해 있으며, 세인트헬리어, 트루로, 엑세터 등지에도 방송 스튜디오와 사무국을 두고 있다.
플리머스 스튜디오는 원래 '잉글딘 (Ingledene)'이라는 이름이 붙은 빅토리아 시절 지어진 저택이었다. 세이모 로에 자리잡고 있던 이곳은 제2차 세계 대전이 끝나면서 BBC가 사들였고, 곧이어 기술 장비들을 충분히 갖추게 되었다. 1974년에는 이 단지에 새 컬러 텔레비전 스튜디오가 신설 추가되어 <스포트라이트>도 사상 처음으로 컬러방송을 하게 되었다. 이 스튜디오는 계속해서 사용하다가 2011년 말에 문을 닫았는데 BBC 사우스웨스트가 플리머스 도심 바비칸의 바로 건너편 서튼 항만에 특목적 방송 센터가 새로 들어서면서 그곳으로 이전했기 때문이다. 그러나 개발자가 이전 계획에서 손을 떼고 건설업계에도 불황이 닥치면서 신사옥 이전은 난전에 빠지게 되었다. 2012년 말 항만 소유주는 방송국 이전이 이뤄지지 않을 것에 우려를 표하고, BBC에게 배정된 부지로 옮기는 데 관심을 보이는 다른 관계자들에게도 이전을 허용하겠다고 밝혔다. 결국 2013년 BBC는 서튼 항으로 이전하지 않을 것임을 확인하고 그 대신에 기존의 플리머스 본부를 새단장하기로 했음을 밝혔다.

## 같이 보기
- BBC 잉글리시 리전스